# Вулиця Василя Тютюнника (Рівне)
Вулиця Василя Тютюнника — одна з вулиць міста Рівне, розташована в приватному секторі між мікрорайонами Ювілейний та Боярка. Названа на честь генерал-хорунжого Армії УНР Василя Тютюнника, який помер в Рівному від тифу у 1919 році.
Вулиця Тютюнника розпочинається від вулиці Павлюченка і пролягає на північ, де впирається у вулицю Олени Теліги. На вулиці розташовані виключно приватні будинки.